# Jonathan Bratoëff
Jonathan Bratoëff is een Franse jazz-gitarist en componist, die actief is in de Londense jazzscene.
Bratoëff was medeoprichter van F-IRE Collective ('Fellowship for Integrated Rhythmic Expression') en heeft verschillende albums gemaakt, waaraan (ex-)leden van dit collectief meewerken. Deze platen zijn uitgekomen op het platenlabel van F-IRE. Bratoëff heeft ook met andere musici gespeeld, zoals Julian Siegel, Soweto Kinch en Orphy Robinson. 

## Discografie
- Episode, 2001
- Between Lines, 2005
- Points of Perception, 2006
- Chapters (met Chris Vatalaro), 2009
- Mindscapes, 2010